# Ulica Bolesława Chrobrego w Rybniku
Ulica Króla Bolesława Chrobrego w Rybniku – jedna z ważniejszych i ruchliwszych ulic Śródmieścia. Od skrzyżowania z ulicą Miejską i Zamkową do ul. Kościuszki jest drogą jednokierunkową. Trasa rozciąga się od skrzyżowania z ulicami Miejską i Zamkową do Ronda Powstańców Śląskich. Ma ponad kilometr długości. 

## Obiekty
Przy ulicy Króla Bolesława Chrobrego znajdują się m.in.:
- budynek biurowo-usługowy, pierwotnie gmach Komunalnej Kasy Oszczędności, wybudowany w 1937, zlokalizowany przy ul. Bolesława Chrobrego 8[1]
- Galeria Focus Mall
- Urząd Miasta Rybnika
- Dom Handlowy "Hermes"
- Prokuratura Rejonowa
- Szkoła Podstawowa nr 1 im. Janusza Korczaka
- RYFAMA S.A (Rybnicka Fabryka Maszyn)
- Niemiecka szczelina przeciwlotnicza z czasów II wojny światowej

## Komunikacja
Przy ulicy znajduje się przystanek KM - Rybnik Chrobrego, ponadto biegną trasy 26 linii komunikacji miejskiej. Są to linie numer 1, 2, 3, 4, 5, 6, 8, 9, 10, 12, 13, 14, 15, 16, 22, 23, 28, 41, 43, 45, 47, 49, 51, 52, N1, N3